# Ngô Trọng Anh
Ngô Trọng Anh (sinh ngày 26 tháng 11 năm 1926) là chính khách và công chức người Việt Nam, từng giữ chức Tổng trưởng Bộ Giao thông Công chánh và Quốc vụ khanh Việt Nam Cộng hòa.

## Tiểu sử
Ngô Trọng Anh sinh ngày 26 tháng 11 năm 1926 tại Thừa Thiên Huế, Trung Kỳ, Liên bang Đông Dương.:251
Từ năm 1945 đến năm 1947, ông tham gia kháng chiến chống Pháp, không may bị thương và bị người Pháp giam giữ tới 6 tháng. Ít lâu sau, ông được gia đình cho sang Pháp du học rồi đậu bằng kỹ sư Trường Công chính Paris năm 1954.:251
Từ năm 1965 đến 1966, ông nhận lời lên làm Tổng trưởng Bộ Giao thông Công chánh dưới thời Thủ tướng Phan Huy Quát và Ủy viên Giao thông Công chánh trong nội các chiến tranh Nguyễn Cao Kỳ.
Trong giai đoạn này, ông đã góp phần rất lớn dành cho việc sáng lập Giám sát Viện vào năm 1966. Ngoài ra, ông còn là Phó Viện trưởng Viện Đại học Vạn Hạnh tại Sài Gòn từ năm 1965 đến năm 1975.
Sau biến cố 30 tháng 4 năm 1975, ông bị chính quyền cộng sản bắt giam và đưa đi học tập cải tạo trong suốt ba năm liền.
Năm 1978, ông được trả tự do nhưng vẫn bị quản thúc tại gia sáu năm vì các hoạt động chính trị chống cộng sản của mình. Nhờ sự can thiệp của chương trình ODP mà ông mới có thể di cư sang Mỹ vào tháng 11 năm 1984.
Từ năm 1995, ông giữ chức Chủ tịch Hội đồng An ninh Quốc gia và Chủ tịch Hội đồng Cố vấn Quốc gia của một tổ chức chống cộng lưu vong mang Chính phủ Việt Nam Tự do.

## Đời tư
Ngô Trọng Anh vốn là một Phật tử:251 mang pháp danh Tâm Tràng. Bản thân ông đã lập gia đình và có 1 người con (1969).:251